# Lāt Sarā
Lāt Sarā är en ort i Iran.   Den ligger i provinsen Gilan, i den norra delen av landet, 190 km nordväst om huvudstaden Teheran. Lāt Sarā ligger 24 meter över havet och antalet invånare är 142.
Terrängen runt Lāt Sarā är varierad. Runt Lāt Sarā är det ganska tätbefolkat, med 134 invånare per kvadratkilometer. Närmaste större samhälle är Langarud, 16,2 km nordväst om Lāt Sarā. Trakten runt Lāt Sarā består till största delen av jordbruksmark.